# Chromatin
Chromatin je komplex DNA a některých proteinů. Dohromady tyto látky tvoří chromozomy. Chromatin se nachází v jádře eukaryotních buněk a v jaderné oblasti (nukleoidu) prokaryot. Nukleové kyseliny (RNA, DNA) jsou zde ve formě dvojité šroubovice. Mezi chromozomové proteiny patří zejména histony, i když určitou roli mají i jiné bílkoviny.

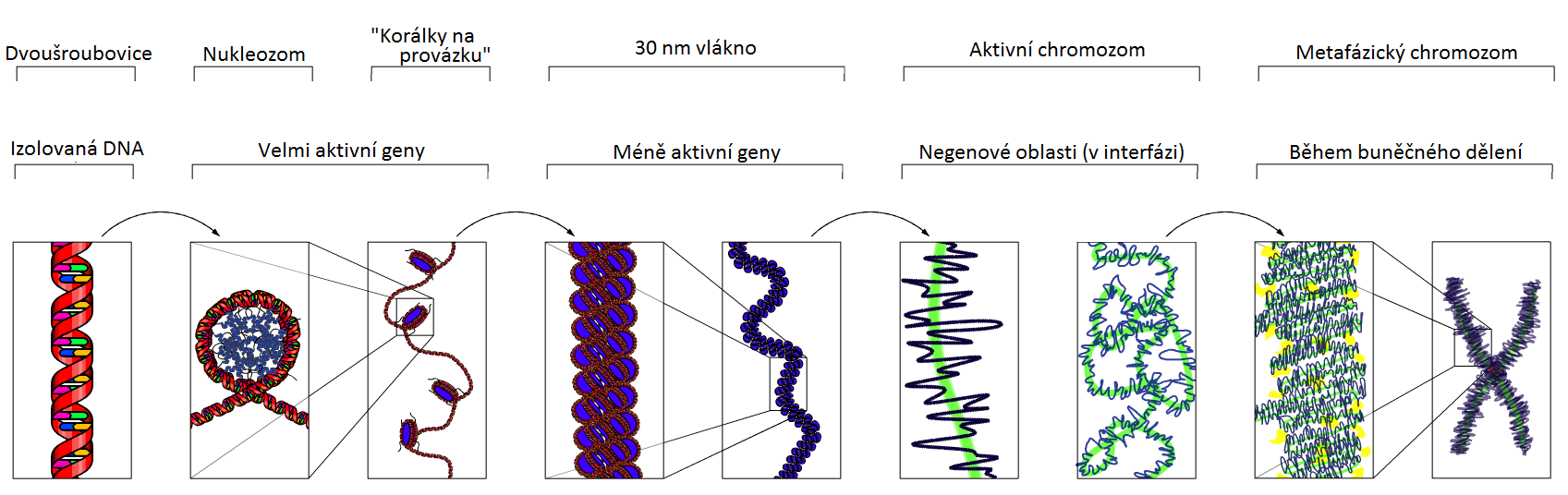
Struktura chromatinu

Chromatin se dá zviditelnit barvením. Mezi používané cytologické barvy patří např. Hoechst nebo DAPI.

## Struktura chromatinu
Volné vlákno DNA je namotáno na histony, čímž vzniknou nukleosomy. Oblast DNA pevně přichycená v nukleosomu na histon je méně přístupná pro transkripci než oblast vlákna DNA mezi nukleosomy. Struktura tvořená vláknem DNA, které je v pravidelných intervalech obtočené okolo histonů (neboli v pravidelných vzdálenostech jsou na vláknu DNA nukleosomy) se nazývá beads-on-string, protože připomíná korálky na niti. Vlákno s nukleosomy se stáčí jako telefonní kabel do smyček zvaných solenoidy. Tyto smyčky jsou tu a tam přichyceny na proteinové lešení (protein scaffold), čímž vytvářejí záhyby. Toto lešení se záhyby DNA se stáčí, aby utvořilo chromosom.

## Euchromatin a heterochromatin
Chromatin může být málo spiralizovaný, potom mluvíme o euchromatinu. Euchromatin je tvořen pouze nukleosomy navinutými do formy solenoidu, dále spiralizace nepokračuje. Euchromatin je rozvolněný, špatně se barví a hojně se transkribuje.
Heterochromatin je označení pro vysoce spiralizovaný chromatin, až do formy chromozomu. Heterochromatin se snadno barví, vyskytuje se během buněčného dělení a je málo transkribován, protože těsně k sobě přitisknuté struktury neumožňují nasednutí transkripčního aparátu.
Je možné kondenzovat chromatin z rozvolněného euchromatinu do těsně sbaleného heterochromatinu a naopak. Podílejí se na tom zejména modifikace histonů, například jejich metylace, která podporuje heterochromatin, či acetylace, která naopak indukuje vznik euchromatinu. Protože heterochromatin téměř není transkribován, jsou tyto změny důležitými regulátory genové exprese.

## Funkce chromatinu
Hlavní funkcí chromatinu je zmenšovat objem DNA, aby se vešlo do jádra buňky. Také zvyšuje kompaktnost DNA, aby mohla proběhnout mitóza a meióza. V neposlední roli ovlivňuje expresi genu (syntézu proteinu).

## Historie
Termín chromatin použil poprvé Walther Flemming v roce 1882.

## Fosilní chromatin
U malého opeřeného dinosaura rodu Caudipteryx, žijícího na území Číny před 125 miliony let, byla v roce 2021 identifikována fosilie původní buněčné struktury, která by mohla být chromatinem (obsahovat jakési pozůstatky komplexu DNA a bílkovin).